# Rein Jansma

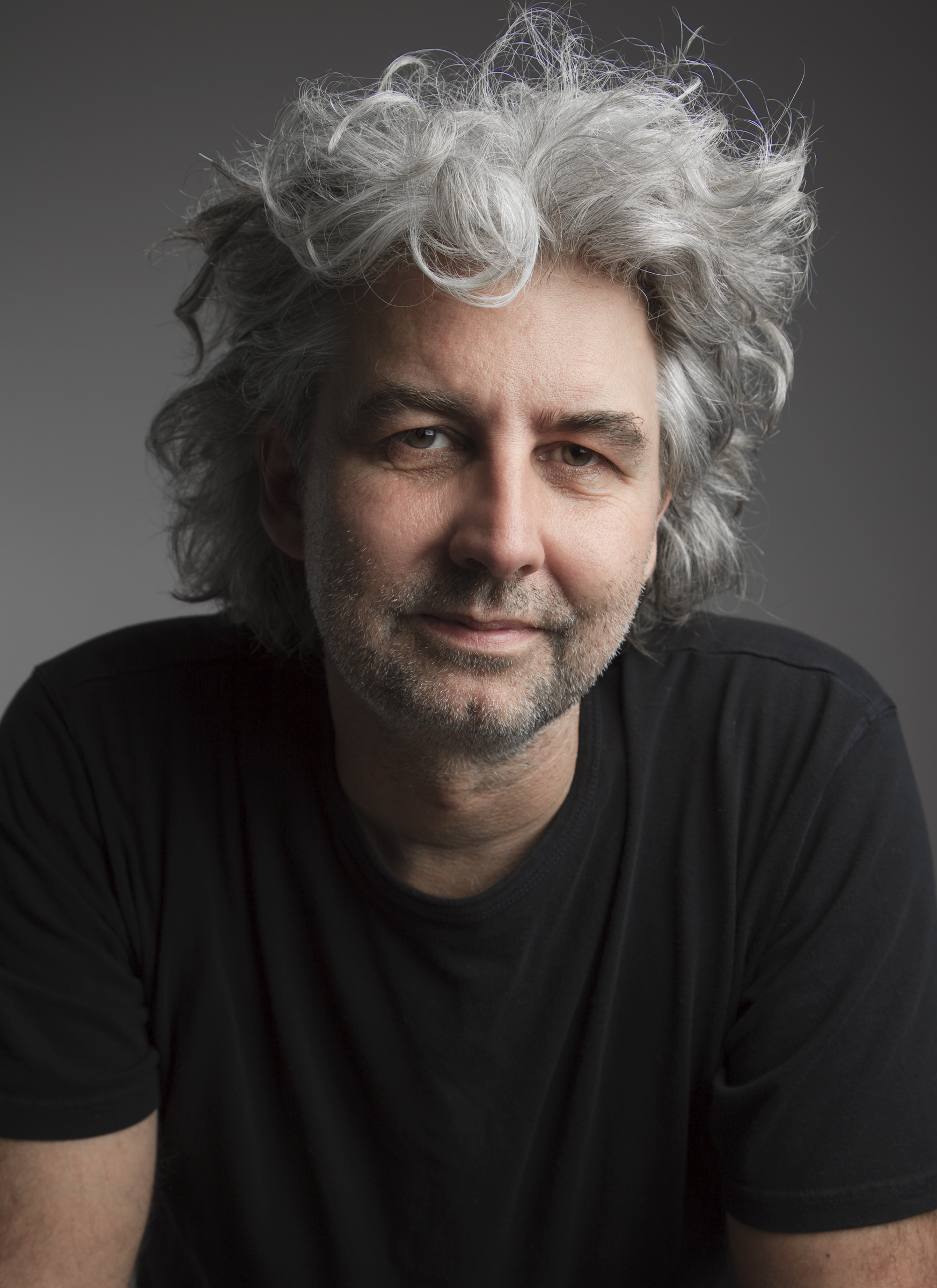
Rein Jansma

Reinbern Arthur (Rein) Jansma (Amsterdam, 28 september 1959 – aldaar, 17 april 2023) was een Nederlandse architect. Hij richtte samen met Moshé Zwarts het architectenbureau ZJA op.

## Loopbaan
Jansma leerde als tiener Moshé Zwarts (1937-2019) kennen, die een vriend van zijn vader was. Zwarts herkende in Jansma een "briljante jongen" en een "echte autodidact". Kort studeerde Jansma biologie en architectuur, maar hij maakte geen opleiding af. Hij was meer geïnteresseerd in "dingen maken" en volgde zijn eigen interesses. Hiertoe behoorde ook beeldend werk waaronder de driedimensionale publicatie Stairs, een pop-up boek met simpele uitsnedes van gevouwen trappen zonder tekst. Stairs heeft internationale waardering gekregen voor de ruimtelijk elegantie die het presenteert en is meerdere keren herdrukt. Ook is de publicatie opgenomen in 2018 in de collecties van het Stedelijk Museum Amsterdam en de Fine Arts Museums of San Francisco. Ook werkte Jansma in de jaren 80 in decorbouw in Amsterdam en Parijs, waarbij het concept van Stairs op grote schaal werd toegepast.
Eind jaren tachtig begonnen Jansma en Zwarts samen aan projecten te werken. Nadat ze enkele prijsvragen wonnen, richtten ze in 1990 samen Zwarts & Jansma Architecten (nu bekend als ZJA) op. ZJA werd snel succesvol en heeft over de jaren een grote diversiteit aan projecten gedaan, met een nadruk op infrastructuur (zoals bruggen, bushokjes, sport stadions en snelwegen) en technische innovatie. Jansma verwierf zijn architectentitel op basis zijn praktijkervaring en portfolio bij ZJA .
Kennis van techniek, fascinatie voor natuur, affiniteit met kunst, speelsheid en verwondering, kenmerken de benadering van Jansma tot ontwerp en architectuur.

## Familie
Jansma werd in 1959 geboren in een artistiek en politiek actief gezin. Zijn vader was beeldend kunstenaar Arie Jansma, wiens "dingen" tentoongesteld zijn in Stedelijk Museum Amsterdam, en zijn moeder is wiskundige Jeanne Nancy (‘Oekie’) van Dulm. Zus Benita Jansma werd papierconservator en -restaurateur onder andere bij Regionaal Archief Alkmaar. Bekende vormgevers en kunstenaars als Wim Crouwel, Benno Premsela, Dick Elffers en Cas Oorthuys waren regelmatige gasten in het huis van de Jansma's en beïnvloedden Rein Jansma's opvoeding. Hijzelf trouwde met regisseuse en documentairemaakster Maartje Nevejan, onder andere bekend van Het Nationale Canta Ballet. Dochter Noa Jansma won in 2018 een Gouden Kalf in de categorie Beste interactive.
Rein Jansma overleed in 2023 op 63-jarige leeftijd aan kanker, een ziekte die hem al jaren teisterde.